# Repubblica Socialista Sovietica Autonoma Karakalpaka
La Repubblica socialista sovietica autonoma karakalpaka o RSSA Karakalpaka fu una repubblica autonoma dell'Unione Sovietica. Nel 1925 venne istituita l'unità amministrativa della Oblast' autonoma karakalpaka, che succedeva alla RSS di Corasmia e, per una porzione del territorio, alla RSS del Turkestan. Il 20 marzo 1932 la stessa regione autonoma divenne RSSA Karakalpaca, entità soggetta alla Repubblica Socialista Federativa Sovietica Russa. Il 5 dicembre 1936 la RSSA Karakalpaca passò alla RSS Uzbeka, nella quale rimase repubblica autonoma fino alla caduta dell'URSS.
Oggi corrisponde all'entità autonoma della Repubblica del Karakalpakstan, all'interno dell'Uzbekistan.